# Maruggio
Maruggio é uma comuna italiana da região da Puglia, província de Taranto, com cerca de 5.363 habitantes. Estende-se por uma área de 48 km², tendo uma densidade populacional de 112 hab/km². Faz fronteira com Manduria, Sava, Torricella.

## Demografia

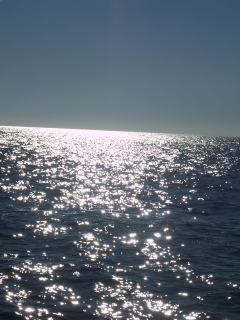
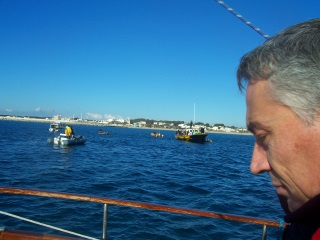

| Variação demográfica do município entre 1861 e 2011                               |
|                                                                                   |
| Fonte: Istituto Nazionale di Statistica (ISTAT) - Elaboração gráfica da Wikipedia |